# Música minimalista

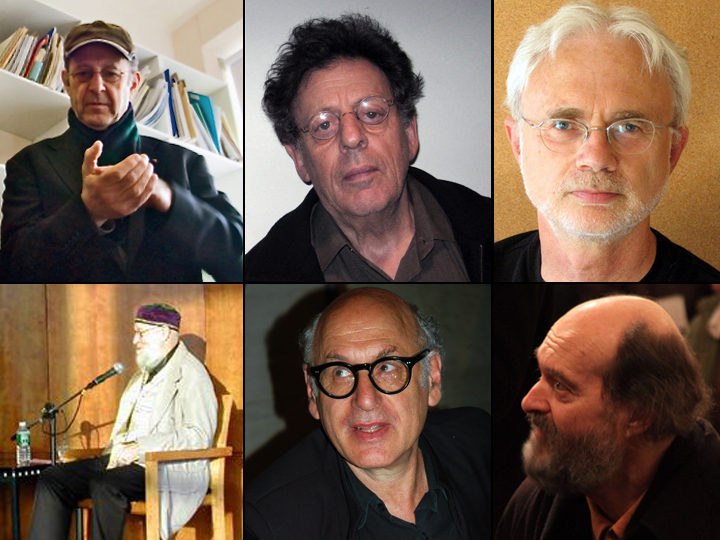
Algunos compositores de la corriente minimalista (de izqda. a dcha.): Steve Reich, Philip Glass, John Adams, Terry Riley, Michael Nyman, y Arvo Pärt.

La música minimalista es una corriente de música contemporánea actual desarrollada en la década de 1960 en Estados Unidos. Surgida como un movimiento underground en los espacios alternativos de San Francisco, pronto se empezó a oír en los lofts de Nueva York hasta llegar a ser el estilo más popular de la música experimental del siglo XX. En sus inicios involucró a decenas de compositores, a pesar de que solo cuatro de ellos lograron relevancia, La Monte Young, Terry Riley, Steve Reich, Philip Glass, a los que se unirá más tarde John Adams. Una de las primeras obras minimalistas es Trio for Strings (1958), de La Monte Young, aunque la pieza considerada fundadora es In C de Riley, compuesta en 1964.
La música minimalista a veces se engloba bajo la etiqueta más amplia de música posmoderna y en Francia, la corriente se denomina frecuentemente música repetitiva, y designa más específicamente todas las obras que utilizan la repetición como técnica de composición. En Europa sus mayores exponentes son Michael Nyman, Gavin Bryars, Louis Andriessen, Karel Goeyvaerts, Renaud Gagneux, Bruno Letort, Stefano Ianne y Steve Martland.. A veces se incluyen a los llamados minimalistas sacros —Henryk Górecki, Arvo Pärt, John Tavener, Alan Hovhaness—, en los que se acentúan los rasgos espirituales, religiosos o místicos de la música, e incluso a otros compositores, generalmente incluidos en la New Age, que solamente comparten un cierto enfoque como Wim Mertens, Yann Tiersen y Ludovico Einaudi. El año 1976, retrospectivamente, será un momento cumbre del minimalismo como conjunto con la coincidencia de estrenos de Music for 18 Musicians de Reich, de las óperas Einstein on the Beach de Glass y de De Staat de Andriessen, de Für Alina de Pärt y de la Tercera Sinfonía de Górecki, piezas todas que aportaran un «soplo de aire fresco» en el mundo de la música clásica del siglo XX.
Más que un retorno a la tonalidad, la corriente se caracteriza principalmente por el uso de una pulsación regular y por la reiteración de las frases musicales en pequeñas unidades como figuras, motivos y células, que evolucionan lentamente confiriéndole una apariencia estática. Más allá de un movimiento de reacción al serialismo, entonces dominante en Europa, la música minimalista marca el surgimiento de una música estadounidense innovadora, desligada de sus lazos europeos. Los compositores minimalistas también han operado un regreso hacia más emoción musical, en lugar del enfoque esencialmente intelectual de la música serial, o de la aproximación conceptual de la música experimental como la practicada por John Cage. Tras unos inicios difíciles fuera de los circuitos tradicionales de la música clásica, la música minimalista ha conseguido el apoyo de un cierto público, en ocasiones procedente de universos diferentes como el jazz, el rock, las músicas improvisadas o la música electrónica. La televisión y el cine han utilizado ampliamente esta música, especialmente las obras de Philip Glass, contribuyendo a su difusión entre el gran público. También se han expresado violentas críticas desde el mundo musical hacia la corriente minimalista, acusándola de producir una música de consumo, superficial y sin alma.
No está claro cuándo se originó el término «música mínima(l)[ista]» (minimal music). Steve Reich ha sugerido que es atribuible a Michael Nyman, una afirmación que dos estudiosos, Jonathan Bernard y Dan Warburton, también han hecho por escrito. Philip Glass cree que fue Tom Johnson quien acuñó la frase.

## Generalidades

### Presentación
El término música minimalista se utiliza generalmente para designar a una corriente de música contemporánea que apareció en la década de 1960 en los Estados Unidos con los compositores La Monte Young, Terry Riley, Steve Reich y Philip Glass. El movimiento se desarrolló principalmente en las dos regiones de Estados Unidos tradicionalmente más abiertas a las innovaciones artísticas y a las influencias de culturas no europeas: Nueva York y la Costa Oeste. El minimalismo también tuvo seguidores en Gran Bretaña (Michael Nyman, Gavin Bryars), Países Bajos (Louis Andriessen), Francia (Renaud Gagneux, Bruno Letort), pero sigue siendo sobre todo un fenómeno estadounidense.
El término se usa a veces de manera más general para incluir a ciertos compositores de música experimental o de música posmoderna. En particular, Arvo Pärt y Henryk Górecki son a veces calificados como compositores minimalistas, aunque tienen preocupaciones muy diferentes de las de los repetitivos estadounidenses.
La música minimalista supuso una ruptura con las vanguardias y un retorno a la música tonal, o en ocasiones modal. También se caracteriza generalmente por un cierto despojamiento y una economía de medios. Dependiendo de los compositores, se utilizan diversas características: el recurso a procesos sistemáticos de composición, estructuras repetitivas y una pulsación regular para los repetitivos estadounidenses; una influencia de la música religiosa y de la Edad Media para Arvo Pärt y Henryk Górecki; el regreso a ciertas formas clásicas (cuarteto, sinfonía...) para John Adams.
El año 1976, retrospectivamente, fue un momento cumbre del movimiento minimalista en su conjunto con la coincidencia de estrenos de Music for 18 Musicians de Reich, de la ópera Einstein on the Beach de Glass, de De Staat de Louis Andriessen, de Für Alina, la pieza fundamental del estilo tintinnabuli de Arvo Pärt y de la Tercera Sinfonía por Henryk Górecki. Todas estas obras tienen en común, además de la fecha de sus estrenos, que representan un fulcro en la carrera de sus compositores, ya sea por ser la culminación de un trabajo teórico o por constituir el inicio de un nuevo estilo de escritura que aportara un «soplo de aire fresco» en el mundo de la música clásica del siglo XX.

### Contexto musical
La música contemporánea de los años 1950-1960 estaba dominada por el serialismo integral y por la vanguardia europea en torno a Pierre Boulez, Luigi Nono, Bruno Maderna, Luciano Berio, Karlheinz Stockhausen... Los compositores estaban experimentando con las nuevas tecnologías electrónicas y así sentaban las bases de la música electrónica y de la música concreta, bajo el impulso en particular de Pierre Schaeffer, Stockhausen y Pierre Henry.
En Estados Unidos era la figura de John Cage la que dominaba, con un enfoque esencialmente conceptual, cercano al happening, con la indeterminación como hilo conductor. También fue la época de la creación del movimiento artístico Fluxus, destinado a traspasar los límites de la noción misma de obra de arte, que también influyó en los minimalistas. Los años 1950-1960 también vieron el nacimiento y desarrollo bajo la influencia de John Coltrane y de Ornette Coleman, del free jazz, que marcó particularmente a los compositores estadounidenses de la época.
La música popular tampoco puede ignorarse en el contexto musical. El surgimiento de la dominación del rock, el descubrimiento en Occidente de la música extra-occidental, y en particular la música india, también ejercieron una influencia sobre los minimalistas.

### Sobre el término minimalista

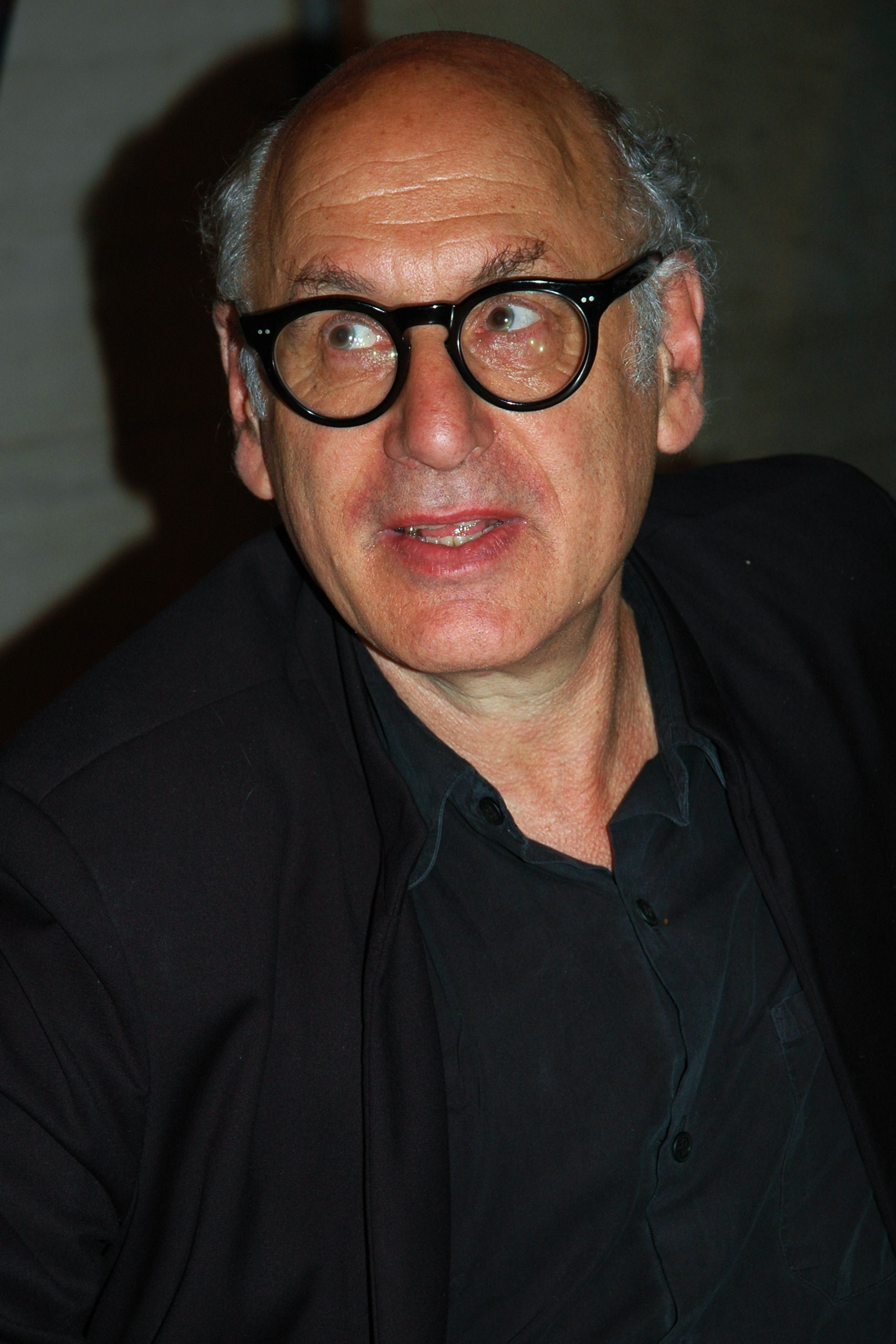
Michael Nyman,compositor y musicólogo, inventor del término «minimalismo»

El origen del término «minimalista» para calificar la corriente minimalista sigue sin estar claro. La paternidad se atribuye generalmente al compositor británico Michael Nyman en su libro de 1974 Experimental Music: Cage and beyond Sin embargo, ya en 1968 Nyman mismo había utilizado el término «minimal» en un artículo titulado Minimal Music, sobre el trabajo de los compositores Cornelius Cardew y Henning Christiansen. El término «minimalista» será más tarde utilizado por Nyman para describir no sólo a la corriente estadounidense, sino también a la producción de la música experimental inglesa (incluidos los compositores Gavin Bryars, Christopher Hobbs, Michael Parsons...).
Ya en 1965, la historiadora del arte Barbara Rose había llamado a la obra Dream Music de La Monte Young, a las dinámica característicamente suaves de Morton Feldman, y a varios compositores no nombrados «todos, en mayor o menor grado, en deuda con John Cage» como ejemplos de «arte mínimo», pero no utilizó específicamente la expresión «música mínima».
El crítico musical y compositor Tom Johnson, uno de los pocos compositores que se autoidentifica como minimalista, también reclama haber sido el primero en usar la palabra al en marzo de 1972 en relación con la crítica de un concierto de Alvin Lucier para  The Village Voice.

La idea de minimalismo es mucho más amplia de lo que la mayoría de la gente piensa. Incluye, por definición, cualquier música que trabaje con materiales mínimos o limitados : piezas que usan solo unas pocas notas, piezas que usan solo unas pocas palabras o texto, o piezas escritas para muy pocos instrumentos, como antiguos timbales, ruedas de bicicleta o vasos de whiskey. 
Incluye piezas que mantienen un estruendo electrónico básico durante mucho tiempo. Incluye piezas realizadas exclusivamente a partir de grabaciones de ríos y arroyos. Incluye piezas que se mueven en círculos infinitos. Incluye piezas que configuran una pared inmóvil de sonido de saxofón. Incluye piezas que tardan mucho en pasar gradualmente de un tipo de música a otro. Incluye piezas que permiten todos los tonos posibles, siempre que se encuentren entre do y re. Incluye piezas que ralentizan el tempo a dos o tres notas por minuto.
The idea of minimalism is much larger than many people realize. It includes, by definition, any music that works with limited or minimal materials: pieces that use only a few notes, pieces that use only a few words of text, or pieces written for very limited instruments, such as antique cymbals, bicycle wheels, or whiskey glasses. It includes pieces that sustain one basic electronic rumble for a long time. It includes pieces made exclusively from recordings of rivers and streams. It includes pieces that move in endless circles. It includes pieces that set up an unmoving wall of saxophone sound. It includes pieces that take a very long time to move gradually from one kind of music to another kind. It includes pieces that permit all possible pitches, as long as they fall between C and D. It includes pieces that slow the tempo down to two or three notes per minute.
Tom Johnson

Johnson utilizará el término minimalista para describir las composiciones de Steve Reich, pero el vocabulario era cambiante y, a veces, él mismo utiliza «música hipnótica». En 1977, el periodista escribió un artículo titulado What is Minimalism really about? en el que el término «música minimalista» estaba ya bien establecido. También se encuentran los términos de pulse music, systems music, process music, trance music, hypnotic music, o en francés, música repetitiva, que es ampliamente utilizado en Francia, y es el término que Steve Reich encuentra el «menos malo».
El adjetivo minimalista, y más aún el adjetivo minimal (mínimo), introduce confusión sobre la naturaleza de la música minimalista. Aunque esta última utiliza material musical parsimonioso y una cierta economía de estructuras musicales, el término describe mal la naturaleza de la música. De hecho, las piezas pueden ser muy largas, requerir un gran número de músicos y la orquestación puede ser bastante compleja. También puede percibirse como peyorativo, en el sentido de que la «música mínima» sería inferior a la «música normal» y habría requerido poco esfuerzo de trabajo de composición. Otra confusión surge del hecho de que el minimalismo es un término tomado de los historiadores del arte, y que la música minimalista no siempre comparte similitudes con el minimalismo de las artes visuales.
Los compositores generalmente no están del todo satisfechos con la apelación. Solo La Monte Young encuentra adecuado el término, y solamente para sus primeras obras. Philip Glass prefiere el término «música sin intención» o «música de estructura repetitiva».

## Orígenes

### Un precursor y una influencia: Erik Satie

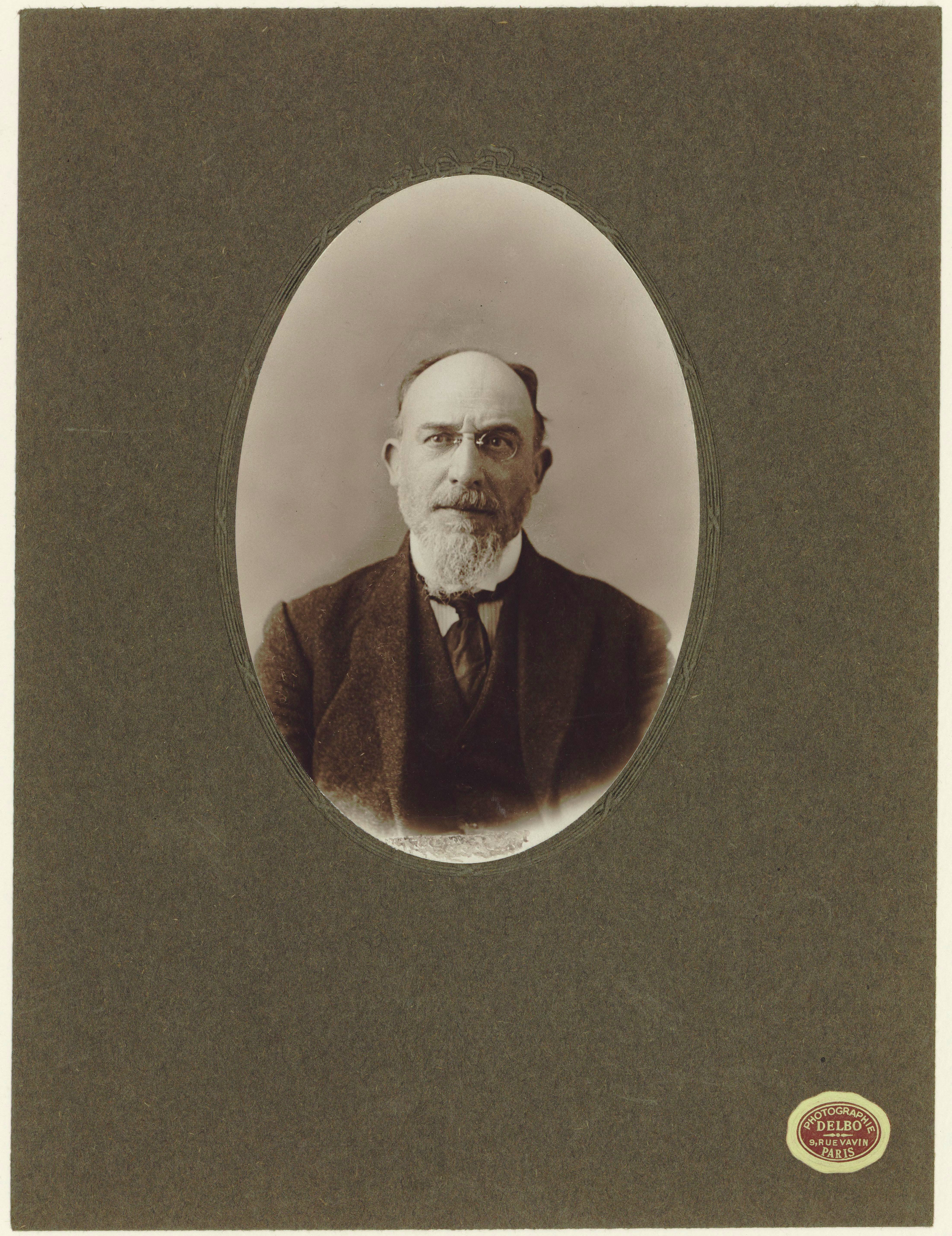
Erik Satie, una figura importante para los minimalistas

Los antecedentes de la música minimalista se pueden rastrear en ciertas obras de Erik Satie, en particular a través de su uso de la forma repetitiva en ostinato, visto como una «superación extática del tiempo en la repetición, en la obsesión contemplativa del mismo» y que sirve de base a varias composiciones. La Première Gnossienne (1890) fue la primera pieza que escribió según un esquema repetitivo, que experimentó más adelante con su pieza mística Vexations (1892-1893). Esta última consiste en repetir 840 veces seguidas un mismo motivo, pudiendo alcanzar la duración de la pieza unas veinte horas. Vexations se representará por primera vez por iniciativa de John Cage en 1963 en Nueva York, es decir, en los años del nacimiento del minimalismo. Meredith Monk, a menudo asociada con la corriente minimalista, participará en una representación de Vexations en un festival de Satie en 1966, y Gavin Bryars y Christopher Hobbs harán lo mismo en Leicester en 1971.
Satie es citada por los minimalistas como una referencia, en particular por Steve Reich. También se le rinde un homenaje en forma de guiño con la composición de Philip Glass, Piece in the Shape of a Square, una referencia a Trois Morceaux en forme de poire, así como sus obras Music with Changing Parts y Einstein on the Beach utilizan una forma de progresión de movimientos en arco de tipo ABCBCA previamente utilizado por Satie. Para Michael Nyman, Satie es «indispensable por varias razones», y lo considera el único compositor pre-experimental cuya obra es indispensable.

### Serialismo
De forma más sorprendente, Anton Webern, alumno de Arnold Schoenberg y miembro de la Segunda Escuela de Viena, también ejerció una influencia en el movimiento minimalista. En particular sobre La Monte Young, que cita las secciones estáticas de las Six Bagatelles pour quatuor à cordes (1913) y la Symphonie, op. 21 (1928) como las obras que le ayudaron mucho a hacer la transición entre el serialismo y el minimalismo. El hecho de que Webern sea también una gran influencia del post-serialismo que se desarrolló al mismo tiempo en Europa, pero con concepciones musicales radicalmente diferentes, es a veces señalado como «paradójico» por los musicólogos.
Figura del serialismo y de la escuela de Darmstadt, Karlheinz Stockhausen, tuvo sin embargo vínculos con el movimiento minimalista. Obras como Stimmung, Mantra e Inori utilizan un material minimalista y yn tiempo expandido. La Monte Young también irá a estudiar con Stockhausen en Darmstadt, y lo considerará en ese momento como el más grande compositor vivo. Terry Riley también tuvo un gran interés en las obras de Stockhausen, en particular en las complejidades rítmicas de Zeitmasze, así como en Arnold Schönberg.
De manera más general, todos los minimalistas han estado expuestos al serialismo, Steve Reich en tanto que estudiante en el Mills College, quien inmediatamente sintió que tenía que alejarse de él lo antes posible, o Philip Glass, quien compuso obras atonales hasta los 18 años antes de cambiar de estilo.

### Vanguardia estadounidense
John Cage ejerció una gran influencia en los años de nacimiento del minimalismo. El compositor más importante de la música experimental y de vanguardia en los Estados Unidos, sus ideas tuvieron repercusiones, directa o indirectamente, en la obra de los minimalistas. Algunas de las piezas de Cage pueden parecer ligadas al minimalismo, en particular sus primeras composiciones, o el famoso 4′33″ que data de 1952, la composición más mínima posible, ya que se compone únicamente de silencio. Sin embargo, Cage fue muy crítico con el minimalismo y su técnica preferida, la indeterminación (o la no intención), es decir, el uso de la aleatoriedad, en las obras o en el propio proceso de composición, será fuertemente rechazada por los minimalistas.
En su libro Experimental Music: Cage and beyond, Michael Nyman plantea claramente el minimalismo en un contexto post-Cage, en tanto que una reacción a la indeterminación querida por este último. Sin embargo, los musicólogos han observado similitudes con el trabajo de Cage, sobre todo en el interés por la estructura más que por el material, en el hecho de que la música se crea a través de procesos compositivos y en una expresión musical que evita anteponer la personalidad del compositor, apoyándose en la experimentación para ir más allá de la imaginación del compositor.
Otro compositor estadounidense de la generación de Cage vinculado a los minimalistas es Morton Feldman. Feldman también utilizaba la indeterminación y el azar en sus obras, pero se sentóa atraído por los sonidos sostenidos y los paisajes sonoros calmados y planos. Aunque generalmente no se le considera un minimalista, algunas de sus piezas, particularmente Piece for Four Pianos (1957), pueden aproximarse a las piezas posteriores de Steve Reich que utilizan el decalage de fase. Reich también reconocerá su admiración por Feldman.

### Músicas extra-occidentales

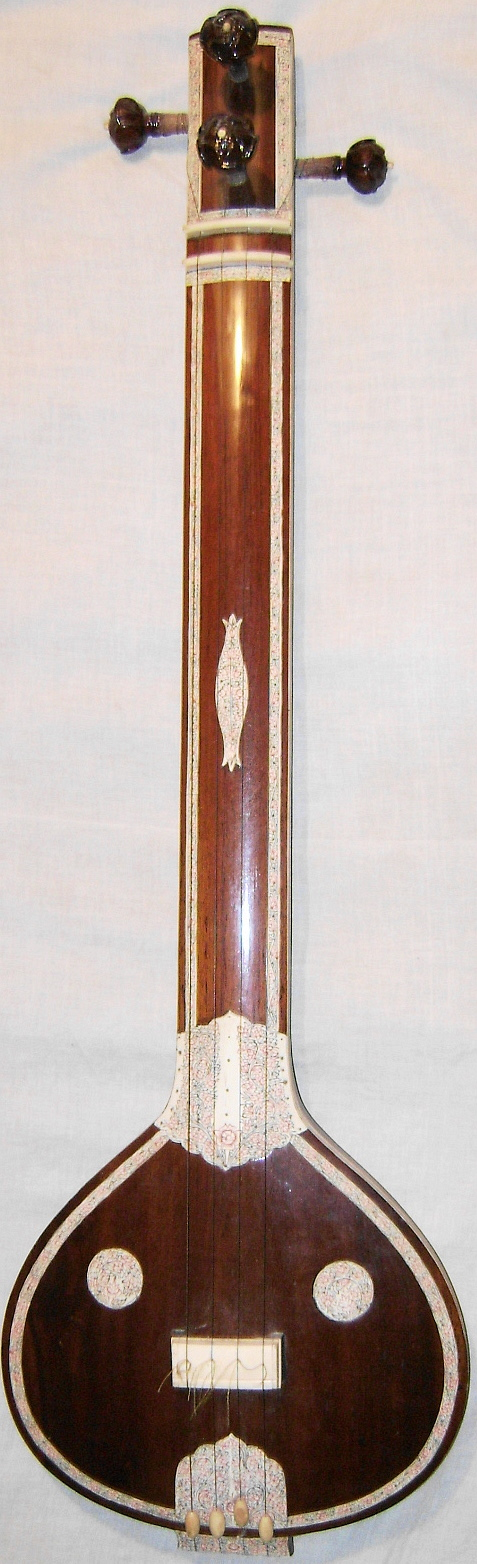
Una tambura, instrumento que inspiró a La Monte Young

En las décadas de 1950 y 1960, Europa occidental y Estados Unidos descubrieron las músicas extra-occidentales. Estas músicas generalmente basadas en los modos tendrá influencia en todos los compositores minimalistas.
Viviendo en la Costa Oeste, La Monte Young descubrió la música india en 1957 en el campus de UCLA. Cita a Ali Akbar Khan (sarod) y Chatur Lal (tabla) como particularmente influyentes. La música india tendrá una influencia determinante en Young, y en particular en el descubrimiento del tambura, que aprendió con Pandit Prân Nath. El papel de pedal de la tambura fascinaba a Young, y condujo su interés hacia los sonidos de larga duración. Young también reconoce la influencia de la música japonesa y en particular del gagaku. Esa influencia se ejerce en la pieza considerada como partida de nacimiento del minimalismo, Trio for Strings (1958).
Terry Riley descubrió las músicas extra-occidentales durante su estancia en Europa, en particular la música marroquí, así como la música india, a través de La Monte Young. También colaboró con Prân Nath para el disco Music from Mills (1986).
Para Steve Reich, fueron los cursos de William Austin en Cornell los que lo introdujeron en las músicas del mundo. Austin hacía que sus estudiantes escucharan música africana y música balinesa, lo cual era bastante raro para la época. Por recomendación de Gunther Schuller, Reich estudió el libro Studies in African Music de Arthur Morris Jones, que le causó una fuerte impresión. En 1970, decidió ir a estudiar durante el verano las percusiones en Ghana, lo que tendrá el efecto de confirmar sus intuiciones sobre la riqueza sonora de los instrumentos acústicos (a diferencia de los instrumentos electrónicos) y su fuerte interés por la percusión. La pieza Drumming (1971) es en parte el resultado de ese viaje. Los músicos Russell Hartenberger y Robert Becker de Nexus, miembros regulares del conjunto instrumental de Reich, también estudiaron los tambores africanos. Durante los veranos de 1973 y 1974, Reich también fue a estudiar el gamelan balinés en la Costa Oeste de los Estados Unidos. Reich declaró en 1973 que «La música no occidental es actualmente la principal fuente de inspiración de nuevas ideas para los compositores y músicos occidentales».
Para Philip Glass, fue su encuentro con Ravi Shankar en París en 1965 lo que lo introdujo en la música india. En ella descubrió un principio de acumulación de pequeñas unidades musicales para formar otras más grandes, lo que influiría fuertemente en su forma de componer. Glass también hará muchos viajes a la India en diferentes partes del país para descubrir su música y su cultura.

### Jazz
El jazz era de gran importancia para los minimalistas. Todo ellos reconocen su influencia, y en particular el jazz modal de John Coltrane, el free jazz y Ornette Coleman.
La improvisación era fundamental para Terry Riley, como lo era en La Monte Young. Este último era saxofonista y tenía experiencia en el jazz como instrumentista, ejercida principalmente durante sus años de bachillerato y de universidad. En Los Ángeles, tocó en big bands y en pequeños grupos, en particular con Eric Dolphy, Don Cherry, Billy Higgins, y planeaba dedicarse al jazz. La influencia del jazz es claramente visible en sus obras, especialmente en su interpretación del saxofón sopranino, o su interés por las formas de improvisación. Riley por su parte era pianista, había estudiado ragtime con Wally Rose y se ganó la vida tocando mientras era estudiante universitario y mientras estaba en Francia. Riley también quedó impresionado por John Coltrane, lo que inspiró, entre otras cosas, su aprendizaje del saxofón soprano.
Para Steve Reich, el jazz también fue una influencia significativa. Reich era baterista de formación y había actuado en grupos de jazz en la escuela secundaria y en la Universidad de Cornell. Estaba extremadamente marcado por John Coltrane, iba a verlo muy a menudo en conciertos y cita los álbumes My Favorite Things y Africa/Brass como particularmente influyentes. Para Reich, era impensable que su música pudiera haber visto la luz sin el jazz, en particular el ritmo, la flexibilidad y el sentido melódico del jazz, que le parecían influencias fundamentales.
A diferencia de sus colegas, Philip Glass, de formación musical más exclusivamente clásica, no ve el jazz como una de sus influencias, aunque reconoce haber estado fascinado por el free jazz de Ornette Coleman y de John Coltrane.

## Movimiento minimalista
El movimiento minimalista apareció en la década de 1960 con la obra de La Monte Young y de Terry Riley, considerados los precursores. Luego Steve Reich y Philip Glass ampliarán sus ideas y desarrollarán procesos de composición que demostrarán ser muy fructíferos.
Sin embargo, el minimalismo sólo concierne a una parte de las obras de esos compositores, y se considera que el minimalismo, tal como se define generalmente, finaliza a mediados de la década de 1970. A partir de esta fecha, los compositores integran elementos musicales más ricos, más melodía y armonía, incluso contrapunto. La incorporación de estos elementos, sin romper con su trabajo anterior, trajo una clara evolución. A veces se habla de post-minimalismo, en particular para John Adams. Philip Glass dice explícitamente que, para él, el minimalismo se terminó en 1974, debido a su plena implicación en el «teatro musical» a partir de esa época.
Otras personalidades, a veces llamadas «minimalistas místicos», como Arvo Pärt, que apareció a finales de la década de 1970, no son por otra parte los herederos directos de los repetitivos estadounidenses, sino que también se incluyen bajo la bandera del posminimalismo, o más en general del posmodernismo.

### Historia del movimiento
Algunos de los compositores más prominentes de la música minimalista son John Adams, Louis Andriessen, Philip Glass, Ludovico Einaudi, Michael Nyman, Yann Tiersen, Meredith Monk, Steve Reich, Terry Riley, La Monte Young, Marian Zazeela, etc. La lista puede crecer o disminuir en función de las definiciones que se hagan de la música minimalista, y estas dependen en gran medida de la instrumentación de la estructura, en las primeras etapas las composiciones de P. Glass y S. Reich tendían a ser muy austeras, con un pequeño intento de embellecer el tema musical principal, las composiciones en estos momentos eran pequeñas realizaciones instrumentales (en las que los propios compositores eran los ejecutores), en algunos casos como el de Glass elaborados con órganos, alientos— particularmente saxofones; inclusión de vocalistas, en el caso de Reich el empleo de mazos e instrumentos de percussion. (Los trabajos son planteados para una combinación de instrumentos particular: una pieza de Reich, para remarcar esta característica se denomina "seis pianos" - Six Pianos,fue compuesta justamente con estas características.) En los trabajos de composición de Adams, por ejemplo, se nota la influencia de la música clásica y sus composiciones son más orquestales, cuartetos de cuerda, incluso solos de piano; existen apariciones de coros minimalista en sus composiciones, pero existe una filosofía más tradicionalista en su diseño y una diversisdad estilística detrás de sus diseños de música minimalista, según una frase de Adams su trabajo es tan invariable a lo largo del tiempo en el uso de los elementos esenciales y de los instrumentos que, por sí mismo, puede denominarse como otro trabajo minimalista.
La relevancia del movimiento minimalista hizo que existieran otros epónimos en otras áreas del arte, como por ejemplo en la escultura, la arquitectura, etc. en todos ellos lo "simple" y lo repetitivo aparece como expresión de lo "mínimo", lo "obvio" en las formas, lo "geométrico" y siempre evitando lo decorativo. La música de Reich y Glass pronto fue relacionada con las exposiciones de las galerías de arte y museos de arte moderno debido a que era una forma de patrocinar la música, de esta forma las obras de arte se presentaban integradas, algunos compositores como Sol LeWitt se hicieron prominentes en esta operación. Un aspecto que posee la música minimalista con respecto al resto de las artes minimalistas es su ausencia (al menos conceptual) de variaciones decorativas.

#### Composiciones iniciales
En el año 1960, Terry Riley escribió una composición para un cuarteto de cuerda en un puro Do mayor. En el año 1963 Riley compuso dos trabajos de música electrónica empleando el retraso de las grabadoras electrónicas, Mescalin Mix y The Gift, que imbuyeron en el minimalismo la idea de la repetición.
En los años 1965 y 1966 Steve Reich produce tres composiciones —It's Gonna Rain y Come Out para casete, y Piano Phase para actuaciones en directo que introducen la idea de desplazamiento de fase, es decir, son melodías con frases musicales casi idénticas pero desplazadas en el tiempo, y que poseen además diferentes velocidades de ejecución la una con respecto a la otra.
Philip Glass fue influenciado por Ravi Shankar y la música india desde el tiempo en que Shankar le asignó una transcripción de música a notación occidental. Glass se dio cuenta de que en Occidente el tiempo se divide como una "rebanada de pan"; los indios y otras culturas toman pequeñas unidades y las unen.
Comenzando en el año 1968 con la composición 1+1, Glass escribió una serie composiciones que incorporaban el proceso aditivo de la música india (basado en secuencias como 1, 1 2, 1 2 3, 1 2 3 4) en un repertorio de técnicas minimalistas; estas composiciones incluían Two Pages, Music in Fifths, Music in Contrary Motion, y otros. Llegado a este punto la música minimalista comenzó su andadura.

### Compositor precursores: La Monte Young y Terry Riley

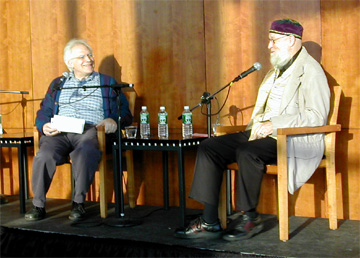
Terry Riley (derecha), entrevistado en el Lincoln Center, 2004

En general, se considera a La Monte Young como el iniciador del movimiento minimalista, en particular con su pieza Trio for Strings (1958). Young estaba en esa época inspirado por Webern y creó un universo sonoro casi estático con notas largas sostenidas durante varios minutos y muy poca evolución. Esta pieza también servirá de base a Young para su futuro trabajo sobre los pedales, y es uno de los orígenes del llamado movimiento musical llamado de drone. Young, sin embargo, siempre compuso utilizando el sistema dodecafónico de 12 tonos, aunque se diferencia de él por el uso de notas sostenidas y prefiere los intervalos basados en acordes perfectos y séptimas mayores. Trio for Strings produce música que no asemeja a ninguna otra de la época, creando una atmósfera meditativa, «de otro mundo».
Fue Terry Riley quien introdujo dos elementos fundamentales del minimalismo: el retorno a la música tonal y la repetición de motivos musicales. En String Quartet (1960), Riley se acerca a la tonalidad, siempre inspirándose en gran medida en La Monte Young, con el uso de largas notas sostenidas. Fue en String Trio (1961) donde Riley introdujo por primera vez una estructura basada en la repetición de motivos. El uso de la repetición proviene en parte de las experimentaciones que Riley realizaba entonces con cintas magnéticas en el San Francisco Tape Music Center.
Pero fue sobre todo In C (1964) la obra que marcó una etapa importante en la definición de la música minimalista. El título puede verse como particularmente provocador para la vanguardia serial, ya que anuncia un retorno a la música tonal, en la tonalidad más simple posible, Do mayor In C está escrito para cualquier número de músicos e instrumentos. La pieza comporta 53 motivos musicales, que cada intérprete repite tantas veces como desea, siguiendo unas recomendaciones. In C generalmente se considera la obra fundacional del minimalismo, que incluye ya todos sus elementos: pulsación regular, música tonal y un conjunto de cortos motivos repetidos, elementos que crean un universo musical por derecho propio. La obra fue grabada por Columbia Records, que lanzó un disco en 1968. Fue ampliamente distribuido e interpretado, en particular por Toru Takemitsu en Japón y por Cornelius Cardew en Inglaterra.

### Compositores repetitivos: Steve Reich y Philip Glass

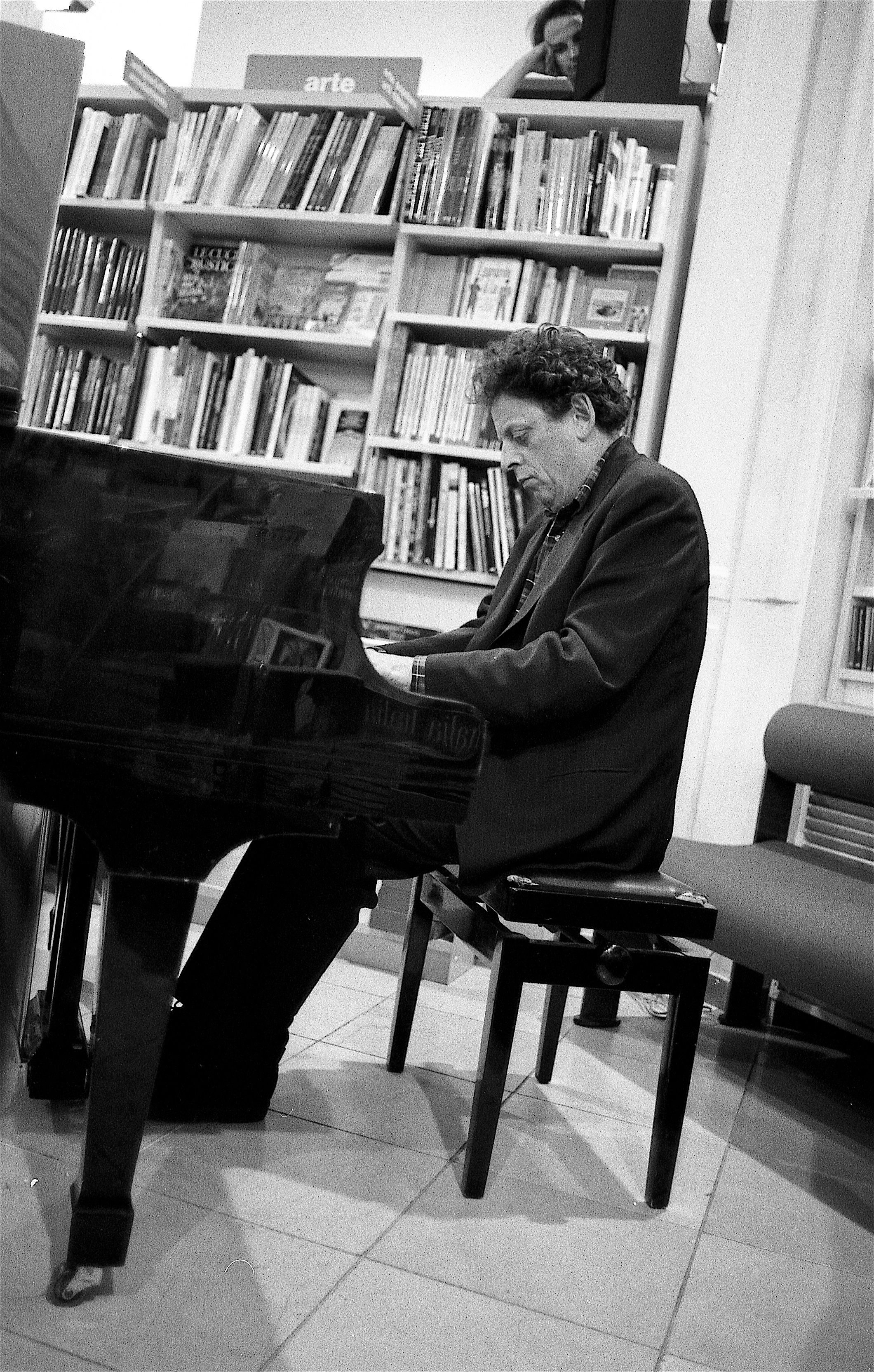
Philip Glass en 1993

Los experimentos de Riley con las cintas magnéticas e In C tuvieron una influencia fundamental sobre Steve Reich. Reich mismo participó en el estreno de In C como músico, y reconoció que la pieza, al reunir elementos de la música africana, aportes de John Coltrane y las repeticiones de las cintas magnéticas, le ayudó mucho a encontrar su propia voz, en particular, para It's Gonna Rain (1965). Reich desarrolló a partir de esta pieza una técnica llamada desfase/fase. Aplicada primero a las cintas magnéticas, el compositor experimento luego la técnica con instrumentos acústicos, que dará en particular las piezas Piano Phase (1967) y Violin Phase (1967). Reich continuara utilizando el proceso de cambio de fase hasta 1971 y Drumming (1971), considerada como una obra de transición. El término «música de fase» se utiliza a veces para designar a la música escrita a partir de esta técnica que en la obra del compositor constituye su período llamado «minimalismo precoz». Después de este período, Reich se alejó de las simples técnicas de phasing para escribir obras más ambiciosas en términos de efectivos instrumentales, de duración y de técnicas, desarrollando principalmente su investigación hacia la armonía y la pulsación rítmica. Este período llamado de «minimalismo maduro» culminó con las piezas Music for 18 Musicians (1976) o Music for a Large Ensemble (1978). Un tercer período de composición comenzará con piezas como Tehillim (1981) pero especialmente The Desert Music (1984) y Different Trains (1988) que están marcadas tanto por el uso de la voz y del habla como soporte de escritura de una «melodía del discurso» como también por el claro compromiso filosófico y espiritual del compositor en sus posteriores composiciones.
Philip Glass, después de un período de prueba y error en su investigación estilística de finales de la década de 1960, caracterizado por el uso simple de procesos de repetición/acumulación asimilados de su trabajo con el músico de la India Ravi Shankar (como en Two Pages y Music in Fifths), logró un gran avance en términos de timbre y de armonía con la composición Music with Changing Parts (1970) que marca el inicio de sus composiciones del llamado «minimalismo maduro». Continuará en esta dirección con la culminación de sus nuevas bases de escritura en la pieza Music in Twelve Parts (1974). Un punto de inflexión en su carrera se produjo en 1973 con el encuentro con el director de escena Bob Wilson quien le pidió que compusiera la música para la ópera-maratón Einstein on the Beach (1976). Esta obra constituirá la primera parte de su famosa trilogía lírica, completada por Satyagraha (1980) y Akhnaten (1984), donde aparecen progresivamente los motivos temáticos tan característicos de las composiciones de Glass. A partir de mediados de la década de 1980, avanzó hacia la escritura masiva de seis cuartetos de cuerda, nueve sinfonías y seis conciertos, variando los temas y los ritmos que pasaron a representan su marca registrada, inmediatamente identificable, pero alejándose de cualquier nueva investigación formal dentro del movimiento minimalista. Ganó a cambio popularidad entre el público en general, en particular gracias al mundo de la música pop y del cine que utiliza en gran medida sus creaciones más o menos originales, a diferencia de Steve Reich, que es una autoridad y figura de referencia en el mundo de la música clásica.
Muchos otros compositores participaron en el desarrollo de la música minimalista en la ciudad de Nueva York en las décadas de 1960 y 1970. Philip Glass insiste particularmente en el hecho de que había una gran vitalidad y variedad de ideas, a las que contribuyeron fuertemente Meredith Monk, Frederic Rzewski, Pauline Oliveros, James Tenney, Charlemagne Palestine, Terry Jennings, Philip Corner, David Behrman, Jon Gibson, Phill Niblock, Rhys Chatham e Ingram Marshall. Glass lamenta que esos compositores no se hayan beneficiado de la misma exposición mediática que él o Steve Reich. Aparte de esa comunidad neoyorquina, en Europa se desarrollan obras que se acercan al minimalismo o que se inspiran directamente en las obras de los estadounidenses: Louis Andriessen en los Países Bajos, Gavin Bryars y Michael Nyman, en Gran Bretaña, Renaud Gagneux y Bruno Letort en Francia.

### Posminimalismo y posmodernismo
El posmodernismo musical es una actitud de rechazo contra el aislamiento y el hermetismo del post-serialismo, los compositores posmodernos reivindican el mestizaje y la mezcla y fusión de formas a través de la técnica del collage, del préstamo y de la cita. Allá donde el post-serialismo tuvo que hacer «tabla rasa del pasado» para usar la expresión de Pierre Boulez, el posmodernismo lo toma como referencia. Así como John Adams considera que su música se alimenta «... no solo del minimalismo sino de Alban Berg, de Stravinsky, del rock'n roll, de la música árabe, la judía, etc.». A través de su retorno a las formas melódicas y tonales, al uso del lenguaje repetitivo, al recurso del collage y de la cita, en todas estas características el minimalismo es la corriente más radical del posmodernismo en su ruptura con el post-serialismo.
El posminimalismo concierne también a los primeros compositores minimalistas. Tras Drumming (1971), Reich enriqueció la instrumentación de sus piezas e hizo evolucionar sus métodos rítmicos y armónicos hacia una mayor complejidad. Asimismo, Philip Glass comenzó a componer para el «teatro musical» y la ópera a partir de 1974, con inquietudes que se alejaban del minimalismo, en particular por la utilización de la armonía como para la ópera Einstein on the Beach (1976) que marca esa evolución. El posminimalismo, por tanto, se desmarca del minimalismo siendo menos radical y experimental.

### Los «minimalistas místicos»

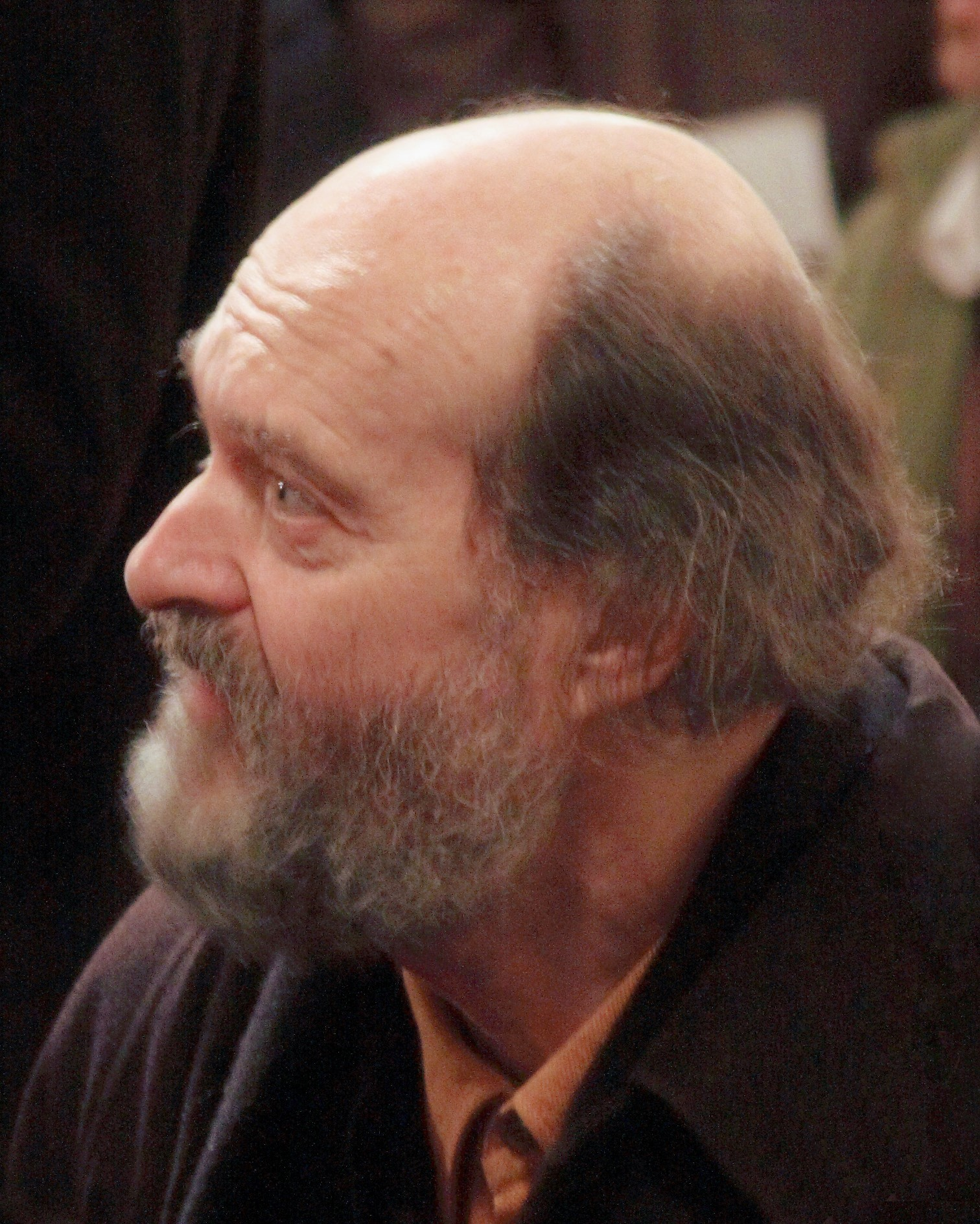
Arvo Pärt

Estos compositores a veces se agrupan y se asocian con el movimiento minimalista debido a su uso de ciertos principios compositivos de este estilo (repetición, largos sonidos sostenidos, silencios, una cierta simplicidad) y de una influencia religiosa cristiana o espiritual abiertamente reivindicada en sus vidas y en sus composiciones. Alan Hovhaness es visto a veces como un precursor de esta tendencia, pero son sobre todo el estonio Arvo Pärt, el polaco Henryk Górecki y el británico John Tavener quienes generalmente se asocian con los «minimalistas místicos». De una manera más general, Giya Kancheli y Sofia Gubaidulina en ocasiones también se retienen en esta rama del minimalismo.
Las obras de Pärt y Górecki se caracterizan por el uso de la tonalidad, de un material musical simple utilizado frecuentemente de manera repetitiva, y de una composición influenciada por compositores de la Edad Media y el canto llano gregoriano. Ambos, fuertemente marcados por la represión política y espiritual en sus países bajo un régimen comunista, comenzaron a componer en la década de 1960 en estilo neoclásico antes de orientarse hacia el serialismo provocando su censura por parte de las autoridades. Pärt luego recurrió a una música del silencio y de la contemplación al componer Für Alina (1976), Fratres (1977) y Spiegel im Spiegel (1978), obras fundadoras de este movimiento interno en el minimalismo que van a sentar las bases de un estilo específico que él describe como tintinnabulum. Este estilo se caracteriza por el uso simultáneo de dos voces, una arpegeando sobre una tríada tónica denominada «tintinnabulante» y la otra reposando sobre un bajo que evoluciona de forma diatónica. Su trabajo se orienta entonces hacia la escritura casi exclusiva de música sacra, la mayoría de las veces coral, desarrollando una «luminosidad de los cantos». Górecki por su parte hace su transición entre la música serial y el minimalismo sacro en 1976 en particular con la escritura de su Tercera Sinfonía que tendrá un gran impacto unos años después en Europa Occidental y Estados Unidos, estableciendo así su notoriedad internacional.

## Descripción musical
El conjunto de obras clasificadas como música minimalista dista mucho de tener una unidad de estilo o de tener características musicales de hecho idénticas. Aunque una clasificación es siempre reductiva, se acepta generalmente que la estética de la música minimalista se basa en tres características:
- un retorno a una armonía «consonante» (incluso tonal o modal en ciertas obras);
- la repetición de frases, figuras o células musicales con o sin pequeñas variaciones graduales;
- una pulsación regular..

Sin embargo, esto aglutina trabajos con perfiles muy diversos, y con el uso de diferentes técnicas musicales. Asimismo, las obras de los compositores llamados minimalistas no pueden todas ser consideradas como minimalistas, en particular las últimas obras de Steve Reich y de Philip Glass, o las primeras piezas (a menudo no musicales) de La Monte Young.

### Entre la teoría y la intuición
Los pioneros del minimalismo La Monte Young y Terry Riley experimentaron con una amplia variedad de técnicas de composición. La Monte Young produjo en particular obras muy diversas: piezas inspiradas en el serialismo y Webern, piezas conceptuales cercanas a John Cage, grupos de improvisación inspirados en la música india y en el jazz, piezas basadas en su investigación formal sobre los gamas naturales. Terry Riley fue mucho más empírico, experimentando con cintas magnéticas y utulizó mucho la improvisación.
A finales de la década de 1950, La Monte Young utilizó el serialismo de forma indirecta para crear un nuevo estilo, compuesto por largos períodos cuasiestáticos, compuestos por largas notas sostenidas. La elección de los intervalos también hace que sus composiciones sean características. Desde 1957 y Variations pour alto, flûte, basson, harpe et trio à cordes, Young usó principalmente cuartas y quintas, así como séptimas mayores, que se pueden encontrar en muchas composiciones como for Brass (1957). y especialmente Trio for Strings (1958), considerada la pieza principal del período minimalista de Young.
El lenguaje armónico de Young está construido en parte sobre esos intervalos, así como en la evitación de la tercera mayor, que según sus propósitos, no conseguía expresar los sentimientos que deseaba. Young aísla cuatro acordes que él llama «Dream Chords» que se convierten en la base de su lenguaje armónico. El abandono de la tercera mayor recibe entonces una justificación teórica con su investigación formal sobre las escalas naturales. Desde 1961, La Monte Young utiliza la improvisación en el saxofón sopranino, repitiendo secuencias modales a gran velocidad, acompañadas de un pedal, donde se percibe la influencia de John Coltrane y de la música india.
Una parte importante del trabajo de Terry Riley concierne a las cintas magnéticas, en las que se grababa a sí mismo al piano, registraba el habla, la risa, sonidos particulares o programas de radio, y los usaba como un bucle, es decir, en forma de cortos motivos repetidos. Experimentó con varias técnicas para manipular esas cintas, utilizando un dispositivo para generar efectos de eco por repetición retardada, cambiar la frecuencia de los sonidos modificando la velocidad de las cintas, de forma gradual o repentina, cortar al azar trozos de cintas y pegarlos, con la esperanza de generar fenómenos interesantes. Es esencialmente la repetición de motivos lo que está en el centro de los experimentos de Riley, repetición de motivos que él también ha interpretado con instrumentistas, como en In C (1964). El enfoque de Riley es más intuitivo y experimental que estructurado, sin embargo el compositor intenta producir una «experiencia abstracta» para el oyente, en la que los sonidos inicialmente reconocibles se deforman poco a poco hasta que ya no son identificables.
Otro característica propia del trabajo de Riley es el énfasis en la improvisación y en el jazz. El compositor usa a veces estándares de jazz, como Autumn Leaves, y desarrolla un estilo particular de improvisación al piano, influenciado en parte por el ragtime. La mayoría de sus piezas posteriores a In C ya no están notadas, y son en parte improvisadas, en parte construidas a partir de un conjunto de motivos musicales preestablecidos, que se repiten a voluntad, como en Keyboard Study n.º 1 y Keyboard Study n.º 2. Los motivos se tocan rápidamente, sin pausas, para obtener un flujo continuo de notas, no acentuadas. Riley también improvisa con el saxofón soprano, sobre todo en Dorian Reeds y Poppy Nogood and the Phantom Band, en el que utiliza motivos repetidos y cintas magnéticas para crear un eco y generar complejos efectos de contrapunto mezclando las voces.

### Proceso de composición audible

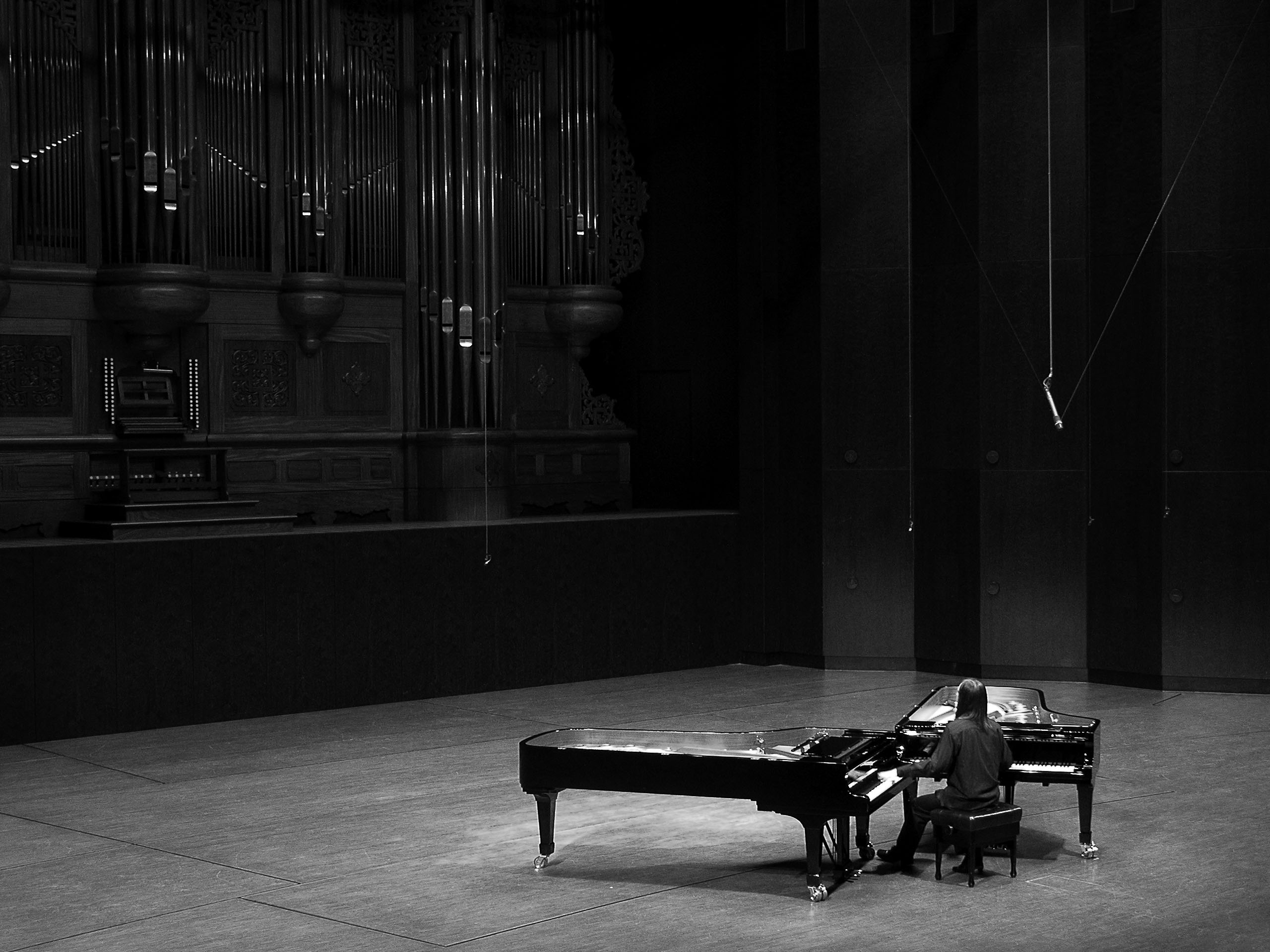
Una representación de Piano Phase en solitario por Peter Aidu, una de las primeras piezas de Steve Reich que utilizó el cambio de fase

Contrariamente al enfoque muy intuitivo de Terry Riley, Steve Reich y Philip Glass definirán procesos de composición rigurosos, que les ayudarán a estructurar sus obras. En general, se considera que Reich es el más dotado y el más riguroso en la definición de tales procedimientos.
En su ensayo de 1968, La Musique comme processus graduel Reich explica su intención de hacer entender al oyente un proceso musical. Si retoma por su cuenta la idea de composición creada por un proceso, se opone a John Cage, algunas de cuyas composiciones se basan en procesos aleatorios de construcción de la composición. Reich quiere hacer audible el proceso mismo de construcción de la obra. Otro elemento importante de la disociación con Cage es el rechazo de la indeterminación: los procesos de Reich son puramente deterministas, la aleatoriedad no juega ningún papel.
Estas ideas conducen a un proceso de composición que Reich llama el «phasing» (cambio de fase en español ). Este proceso de composición, que puede acercarse a la forma clásica del canon, proviene de su trabajo con varios magnetófonos de mala calidad, que poco a poco perdieron su sincronía. El phasing  se construyen a partir de cortos motivos musicales, repetidos ad libitum por varias voces, y consiste en introducir gradualmente un cambio entre esas voces, creando un desfase. La progresión del desfase entre las voces a medida que avanza la pieza crea nuevas estructuras musicales, complica o simplifica los ritmos y las armonías, dando a entender efectivamente el proceso físico de mezcla de las voces deseado por el compositor. La superposición de voces por desfase es a veces tan compleja que escuchar la pieza puede dar lugar a diferentes percepciones del sonido entre dos personas, e incluso entre dos experiencias de escucha de una misma persona. Desde la obra Violin Phase (1967) Reich comienza a explotar lo que él llama los «subproductos psicoacústicos» (o motivos o patrones resultantes) del desfase, es decir, los motivos que se forman espontáneamente mediante la combinación de los motivos de base. También complica la situación al introducir motivos resultantes específicos, para ser interpretados explícitamente por los instrumentistas, que se añaden ocasionalmente a los que forman naturalmente, o de líneas melódicas que no siguen la división temporal de los motivos de base.
Los trabajos de Philip Glass también se basan en un proceso de composición sistemática, y audible para el oyente. Glass define a partir de 1968 un proceso basado en la adición/sustración de motivos básicos, que se subdividen en dos o más motivos. La partitura define los motivos y luego solo anota sus extensiones/contracciones. Las figuras resultantes de esa agrupación de motivos deben repetirse un número indeterminado de veces. Asimismo, no se especifican ni la instrumentación ni las dinámicas.
A diferencia de Young o incluso de Riley, Reich y Glass rechazan firmemente cualquier interpretación de su música como hipnótica o meditativa, y rechazan cualquier término de «música trance», considerado peyorativo. Por el contrario, consideran que la escucha debe ser especialmente activa y alerta, para conocer los detalles de los procesos implementados.

### Características musicales
El ritmo

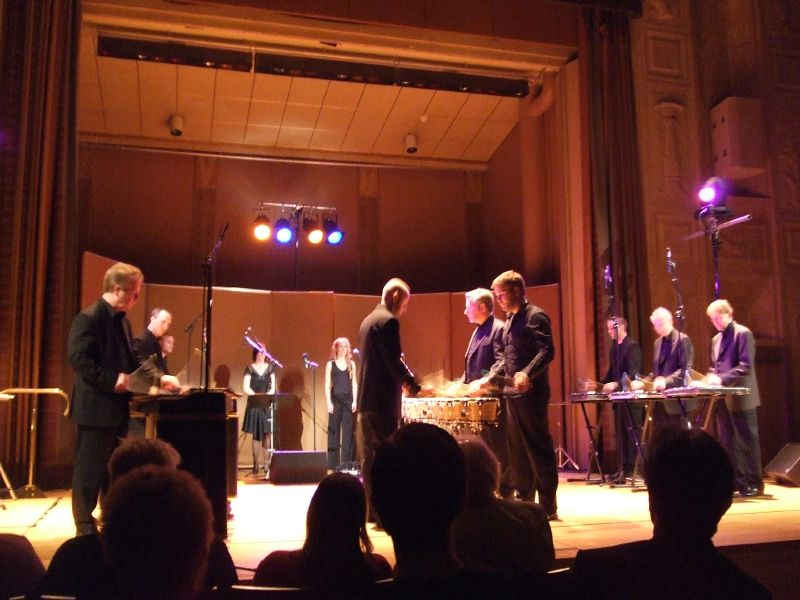
Una ejecución de Drumming en Estocolmo en 2007

Una de las principales preocupaciones de los minimalistas es el ritmo. La mayoría de las composiciones tienen un ritmo regular y se construyen entrelazando unidades rítmicas básicas. Esas consideraciones rítmicas están particularmente marcadas en Steve Reich y se llevan a cabo mediante la intermediación de la técnica del phasing (cambio de fase). Drumming (1971) marca la culminación de la fascinación de Reich por el ritmo, expresada a través del phasing. En Philip Glass, el trabajo sobre el ritmo está presente desde sus primeras piezas minimalistas utilizando su proceso de composición aditiva, especialmente en la pieza 1+1 (1968).
El ritmo es así el primer elemento analizado sistemáticamente por los minimalistas, antes de la reintegración futura de la armonía y la melodía.
Armonía
Los primeros trabajos de los minimalistas son atonales, Trio for Strings (1958) de Young, String Quartet (1960) de Riley, pese a que la evolución extremadamente lenta y la baja densidad de notas dan una ilusión de tonalidad, eliminando casi todo movimiento. Incluso en In C,, que generalmente se considera como la obra de retorno a la tonalidad, no es estrictamente tonal, sino una composición atonal sin indicación de armadura, aunque la composición es en gran parte diatónica.
El abandono paulatino de las cintas magnéticas en favor de los instrumentos acústicos favoreció el desarrollo de la armonía. En Steve Reich, a partir de Piano Phase, se establece un perfil tonal o modal al inicio de la obra, pero sigue siendo ambiguo. El diatonismo resultante de los procesos de phasing no se eligía a priori, sino que venía impuesto por la experiencia.
Registro y dinámica
En Young and Riley, el bajo juega un papel de pedal, inspirados en ello por la música india. Con Steve Reich, no hay bajo y los tonos generalmente pertenecen al registro medio (Piano Phase no tiene una nota por debajo de Mi4, Phase Patterns por debajo de Do4). La ausencia de graves produce ciertas ambigüedades que Reich busca conservar, sin saber definirlas con precisión. Del mismo modo, los minimalistas no emplean en absoluto técnicas extensivas de ejecución, que están muy presentes en otras corrientes de la música contemporánea.
Las dinámicas suelen variar poco, si acaso lo hacen. El nivel sonoro suele ser muy elevado, por ejemplo en determinadas piezas de La Monte Young, y en Glass, donde se percibe la influencia del rock.
Ejecución
La música repetitiva, que se escucha fácilmente, parece engañosamente fácil de interpretar. Los procesos de cambio de fase de Reich requieren una gran concentración por parte de los instrumentistas. Del mismo modo, Glass informa que varios directores de orquesta llegaban a los ensayos sin preparación de las repeticiones y se dieron cuenta demasiado tarde de la dificultad de sus partituras. En ausencia del compositor, las partituras no siempre son fáciles de descifrar para los intérpretes, requiriendo inventiva ante la falta de indicaciones o su falta de claridad.

#### Resumen de características del minimalismo musical
Kyle Gann ha identificado 9 tipologías comunes en el diseño de la música minimalista, ninguna de ellas hace un estilo personal de un compositor por sí sola, pero juntas o en combinación pueden describir estilos de los músicos, o tendencias a lo largo de la historia:
1. Armonía estática (una tendencia a permanecer en un acorde, o a moverse de forma retrógrada o directa entre un grupo o repertorio de acordes);
2. Repetición de breves motivos (este es el estereotipo más reconocido en la música minimalista, A través de diferentes autores se ha propagado esta característica, como puede ser las instalaciones Young de tono sinoidal, las improvisaciones de violín de Tony Conrad, las piezas permutacionales de Jon Gibson, los trabajos de Phill Niblock y otros ejemplos instrumetales de este tipo)
3. Procesos algorítmicos, lineales, geométricos o graduales (tales como la generación de patrones como 1, 1+2, 1+2+3, 1+2+3+4 y así sucesivamente, permutaciones sistemáticas del tipo de las que emplea Jon Gibson en sus composiciones, o los desplazamientos de fase o los bucles repetitivos de Reich en los trabajos de la década de los 60)
4. Un ritmo estático (a menudo motorizado, pero en algunas ocasiones simplemente restringido a un pequeño repertorio de duraciones temporales)
5. Instrumentación estática (cualquier instrumento toca al mismo tiempo, en una superposición de melodías, una puesta en escena donde cada instrumento juega el mismo rol participando en igualdad)
6. "Metamúsica" (detalles sin planificar que van creciendo, o que son amplificados por las percepciones como si fuera un efecto colateral, tal y como aparece en las composiciones de Reich Drumming y Octet)
7. Uso de tonos puros o afinación justa (uso muy común en las obras tempranas de la música minimalista de Young, Conrad, Niblock y Riley pero posteriormente abandonadas en la práctica más popular de Reich/Glass)
8. Empleo de influencias no-occidentales en las composiciones (Young, Riley y Glass se inspiraron en la música de la India en algunas de composiciones, Reich estudió la música africana)
9. Destilado de la esencia de la canción, que se muestra pura sin detalles ocultos, a veces sin significado léxico. La estructura de la voz llega al auditorio sin contenido, rítmica y repetitiva.

## Vínculos con las artes visuales

### Danza
La danza, que por naturaleza siempre ha estado íntimamente ligada a las creaciones musicales de su época, no ha escapado a la influencia de la música minimalista, particularmente en torno de la noción y del uso de la repetición. En cierto modo, el origen del impacto de la música minimalista en la danza se remonta a las colaboraciones de John Cage con el coreógrafo estadounidense Merce Cunningham desde principios de la década de 1950 cuando nació la danza moderna. A través de él, Cunningham también conoció a Morton Feldman, quien compuso para él las músicas para sus innovadoras coreografías como Mélodie sans titre pour Merce Cunningham en 1968. Además, un grupo compuesto de una parte por las bailarinas Simone Forti, Yvonne Rainer, Trisha Brown y del otro por los compositores Terry Riley y La Monte Young se formó alrededor de Anna Halprin entre 1960 y 1962 para realizar performances en especial en la Judson Church de New York. Sin embargo, fue Trisha Brown quien seguirá explorando el principio de la repetición y la acumulación sucesiva de movimientos coreográficos durante ese período de la danza moderna. Meredith Monk, que también era bailarina, se incorporó posteriormente a ese grupo donde podía combinar tanto su investigación musical como sus creaciones coreográficas en actuaciones orientadas hacia un movimiento más refinado y un cierto trance espiritual.
Tras los primeros años del minimalismo, se tejió una estrecha relación entre la danza y este movimiento musical gracias a Lucinda Childs, una de las alumnas de Cunningham, que, tras unir fuerzas con el grupo de Anna Halprin, colaboró intensamente con Philip Glass a finales de la década de 1970 para su ópera Einstein on the Beach (1976). Posteriormente interpretó dos de sus coreografías Dance (1979) y Mad Rush (1981) sobre las composiciones homónimas (Dance y Mad Rush) encargadas al compositor neoyorquino. El trabajo de Lucinda Childs se interesaba por diferentes aspectos de la investigación sobre el minimalismo con una amplia colaboración en el campo de los decorados e imágenes producidas con el artista plástico Sol LeWitt, uno de los campeones del minimalismo pictórico. Twyla Tharp también con frecuencia utiliza las composiciones de Glass a quien encargo su 4.ª Sinfonía llamada« Heroes » en 1996 para su ballet homónimo. Del mismo modo, Laura Dean trabajó con Steve Reich entre 1971 y 1975, especialmente en la primera coreografía de la composición Drumming. Sin embargo, estas coreografías, aunque utilizan elementos repetitivos y decalages, no pueden calificarse del todo de minimalistas, siendo la música el soporte de una creación coreográfica relativamente tradicional y rica.
La influencia directa de la música minimalista en los proceso de creación coreográfica está realmente asociada con el descubrimiento y uso de las obras de Steve Reich por parte de la coreógrafa belga de danza contemporánea Anne Teresa De Keersmaeker, durante sus estudios en la Tisch School of the Arts de New York. De 1980 a 1982, creó su pieza fundadora Fase, four movements to the music of Steve Reich, en la que teorizó aún más la contribución de la música de fase a la danza al mostrar realmente los principios de fase/desfase desarrollados por Reich en sus primeras composiciones Piano Phase, Violin Phase, Clapping Music y Come Out. El estrecho vínculo entre De Keersmaeker y la música de Reich se renovará perpetuamente en numerosas creaciones del coreógrafo belga durante las siguientes décadas, en particular con el ballet Drumming (1998) sobre la composición homónima Drumming y Rain (2001) sur Music for 18 Musicians. Steve Reich compondrá especialmente la pieza Dance Patterns en 2002 para la creación Counter Phrases de De Keersmaeker, quien a su vez le rindió homenaje al inaugurar las ceremonias neoyorkinas que celebraron el 70.º aniversario del Reich en 2006 con una creación especialmente dedicada titulada Steve Reich Evening.
Además, el coreógrafo sueco Mats Ek se orientó por un tiempo hacia el «minimalismo místico» al componer en 1995 el dúo Smoke para Sylvie Guillem que utiliza las composiciones Für Alina y Spiegel im Spiegel de Arvo Pärt. Más recientemente, el coreógrafo británico Christopher Wheeldon ha hecho un uso particular de las composiciones de todos los grandes nombres del minimalismo para sus obras escritas en un estilo neoclásico.

### Artes plásticas
Los compositores minimalistas han mantenido una estrecha relación con los artistas visuales, en particular con los del movimiento minimalista y del arte conceptual. Steve Reich y Philip Glass tenían muy buena amistad con Richard Serra, Sol LeWitt, Bruce Nauman, Michael Snow o Nancy Graves. Reich escribe su ensayo Music as a Gradual Process (1968) que se incluirá en el catálogo de una importante exposición sobre minimalismo junto a sus amigos artistas plásticos en el Whitney Museum en 1969 y durante el cual dio conciertos con Glass. Además, una obra como Pendulum Music de Reich en la que participaron Serra, Nauman y Snow como intérpretes fue más una performance que música realmente. Steve Reich reconocerá una «actitud común», entre los artistas plásticos y sus creaciones, caracterizada por el aspecto «geométrico y metafórico» de sus respectivas obras pero no de influencias recíprocas directa. Declaró: «Estábamos nadando en la misma sopa». En 1977, algunos artistas participaron en una venta de sus obras para rescatar deudas resultantes de la edición de Einstein on the Beach de Glass. Finalmente, Glass fue asistente personal a tiempo completo de Richard Serra en 1969. Sin embargo, Glass no estableció un vínculo directo entre su trabajo como músico y los trabajos de sus amigos artistas plásticos.
La Monte Young mantuvo algunos vínculos breves con el movimiento Fluxus durante su período de creación de piezas conceptuales. Sus obras de 1959-1961 se interpretaron en los festivales Fluxus, y algunas de sus piezas, incluida Trio for Strings, fueron publicadas por el movimiento. Sin embargo, Young se alejó de Fluxus en 1963. Por otro lado, trabajó regularmente con su esposa, la artista visual Marian Zazeela, quien proporcionó instalaciones visuales, en particular para The Well-Tuned Piano o Theatre of Eternal Music.

### Audiovisual
El cine y, más en general, el sector audiovisual han tomado prestados desde principios de la década de 1980 las obras de compositores minimalistas como soportes sonoros de películas, documentales, videoarte, comerciales de televisión y de créditos. Philip Glass y Arvo Pärt son sin duda los dos compositores que más permitieron el uso de sus piezas como bandas sonoras para películas, e incluso han compuesto especialmente a petición de un director. Así se deben a Philip Glass las bandas sonoras realmente originales de las tres películas de la Trilogía qatsi de Godfrey Reggio (de 1982 a 2002), Mishima: A Life in Four Chapters de Paul Schrader (1985) y Kundun de Martin Scorsese (1997). También hizo a posteriori la música de la película Dracula de 1931 y ha colaborado en numerosas ocasiones con la música de películas y documentales de Errol Morris poniendo a disposición y reorquestando sus composiciones anteriores. Además, Glass también ha trabajado intensamente con el director teatral Bob Wilson para la creación de espectáculos ambiciosos, mezclando ópera, video, teatro, especialmente en Einstein on the Beach (1976) o The CIVIL warS (1984) encargado para las ceremonias de apertura de los Juegos Olímpicos de Los Ángeles. En lo que respecta al estonio Pärt, no se trata de composiciones originales para el cine (aunque compuso al comienzo de su carrera muchísimas bandas sonoras pero no en un estilo minimalista) sino de autorizaciones de uso de sus obras.
Además, Steve Reich, en numerosas ocasiones, ha trabajado en una relación íntima con su esposa, la videoartista Beryl Korot, en la creación conjunta de una obra integrando desde el momento de su escritura musical el uso de la imagen de video multicanal según el principio de repetición. A partir de esta investigación, que comenzó a principios de la década de 1990, resultó en dos video-óperas (The Cave en 1993 y Three Tales en 2001) que incluían la representación escénica (por ambos) y la grabación discográfica (solo para la segunda) integran la proyección de los videos asociados.

### Otras músicas
El uso de la repetición como estructura también se utiliza en la música popular, con la publicación en 1967 del disco de la banana de Velvet Underground, el famoso grupo de música pop producido por Andy Warhol. Las ideas provienen directamente del minimalismo, John Cale y Angus MacLise colaboraron con La Monte Young y el Theatre of Eternal Music antes de su participación en Velvet Underground.
Gran parte del trabajo de Philip Glass está relacionado con el rock. Se involucró a nivel de producción con el mundo del rock y adquirió una cierta reputación. Su música influirá en algunos grupos de rock experimental, en particular alemanes: Kraftwerk, Cluster o Neu!. David Bowie y Brian Eno también fueron influenciados por Glass, incluso por Steve Reich, y la influencia del minimalismo es claramente perceptible en el movimiento Ambient que creó Eno. Asimismo, el álbum de Eno con Robert Fripp, No Pussyfooting (1973) está muy influenciado por Music with Changing Parts (1970). Robert Fripp desarrolla en los tres álbumes que marcan el regreso de King Crimson en 1981 —Discipline, Beat y Three of a perfect pair— un rock post-progresivo influenciado por el lenguaje minimalista, que mezcló con sonidos new-wave, electrónicos y étnicos.
Desde 1976, Glass colaboró con los clubes de rock de Manhattan y el movimiento punk rock y post-punk, especialmente a través del Philip Glass Ensemble. Grupos como Theoretical Girls o compositores como Rhys Chatham también están influenciados por la experiencia de Glass con el rock. En 1995 compuso una versión orquestal de Icct Hedral de Aphex Twin, uno de los principales autores de música electrónica. En la década de 1990, Philip Glass se inspirará a cambio en los álbumes Low (1976) y “Heroes” (1977) de David Bowie para componer dos de sus sinfonías (Sinfonía n.° 1 y Sinfonía n.° 4 respectivamente) subrayando así las interacciones mutuas recíprocas entre los dos artistas de horizontes diferentes.

## Reconocimiento y popularidad
El minimalismo nació como un movimiento experimental y se desarrolló fuera del mundo tradicional de la música clásica. Los primeros conciertos se dieron principalmente en galerías de arte o en museos, y debian ser organizados por los propios compositores. Fueron sobre todo las grabaciones las que permitirían una amplia distribución de la música minimalista, incluso hasta en Europa, donde la recepción era bastante buena. Además, fue en Europa donde los minimalistas obtuvieron sus primeros grandes signos de reconocimiento, con un encargo del Estado francés para Philip Glass, y un éxito discográfico con una audiencia no restringida a los amantes de la música contemporánea, con la grabación de Music for 18 Musicians de Steve Reich, para el sello alemán Edition of Contemporary Music.
Entonces se produce una distribución mucho más amplia con la retoma por parte del cine y la televisión del trabajo de los minimalistas, o de la música inspirada en gran medida en ellos.

### Comienzos difíciles
Los primeros conciertos de los minimalistas se desarrollaron fuera del circuito tradicional de representación de la música clásica. Los compositores presentaban sus obras en galerías de arte (Park Place Gallery), en museos (Solomon R. Guggenheim Museum), en casas particulares (loft de Yoko Ono) o en las universidades. Los artistas plásticos estuvieron particularmente abiertos a la música de Philip Glass y de Steve Reich, y reconocerán un parentesco con su propia obra.
Los primeros conciertos más oficiales en salas de conciertos de música clásica fueron motivo de escándalos. Una representación de la obra Four Organs de Steve Reich en el Carnegie Hall en 1973 provocó protestas públicas por el carácter hipnótico de la obra. Philip Glass sufrió un lanzamiento de huevos durante las representaciones. Durante una gira por Europa con Richard Serra, el público reaccionó desfavorablemente a las obras de Glass, en particular en Ámsterdam.
La acogida por la crítica estuvo dividida. Tom Johnson del Village Voice, y Michael Nyman escribieron críticas positivas de los primeros conciertos, pero también eran compositores cercanos a la corriente minimalista. Otros periodistas fueron mucho más duros, en particular Donald Henahan del New York Times sobre los trabajos de Reich. Harold Schonberg del Times se sorprendía con un concierto de Terry Riley con A Rainbow in Curved Air y Poppy Nogood and the Phantom Band. El crítico reconocía el carácter hipnótico obtenido por la repetición de motivos, la proximidad a la música india, pero describía el resultado como «monótono y desagradable».
La acogida por los músicos también estuvo dividida, La Monte Young fue denigrado por sus profesores y sus piezas eran en gran parte incomprendidas.

### Reconocimiento y éxito

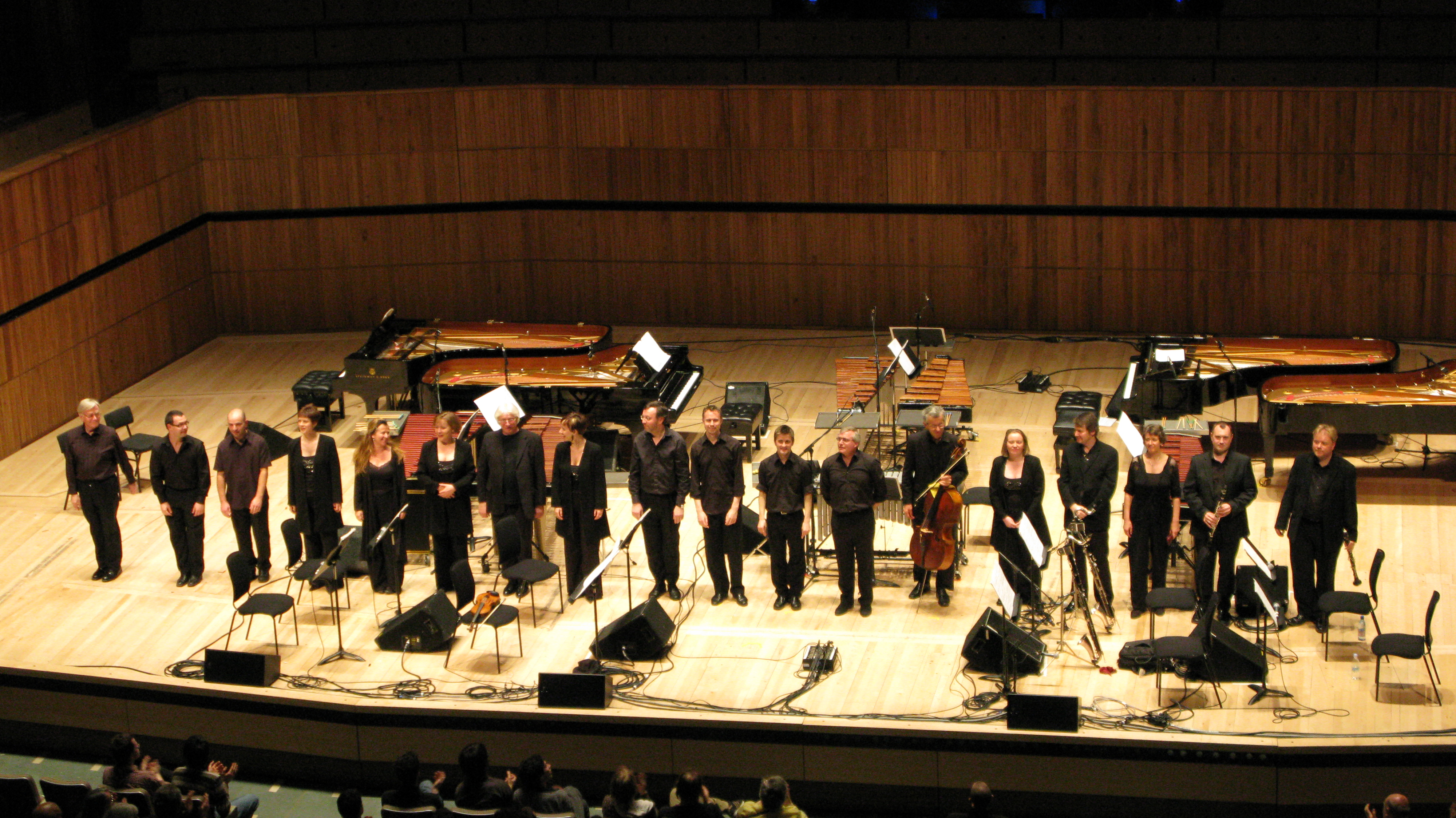
Una représentación de Music for 18 Musicians, na de las obras más famosas del minimalismo, realizada por la London Sinfonietta en Londres en abril de 2008.

Terry Riley fue uno de los primeros compositores en obtener reconocimiento por su trabajo, tras el éxito de In C (1964). En 1967, la Real Academia Sueca de Música le encargó la producción de una obra para orquesta y coro, Olson III. En 1969, fue la Fundación Dilexi la que le encargó la producción de una partitura para un vídeo sobre la obra del escultor Arlo Acton, que más tarde se convertiría en Music with Balls. También colaboró con la televisión sueca y danesa.
El director estadounidense Michael Tilson Thomas jugó un papel importante en la difusión de la música minimalista, organizando en 1971 y 1973 los primeros conciertos en importantes salas (Carnegie Hall en 1973), a cargo de la Boston Symphony Orchestra. En 1971, Reich y Glass hicieron una gira por Europa juntos, en el que su grupo común interpretó Four Organs, Pendulum Music, Piano Phase y Phase Patterns, de Reich, y Music with Changing Parts, de Glass. La acogida de conciertos en París y Londres fue alentadora, más mitigada en Alemania.
Fueron sobre todo las grabaciones las que permitieron a los compositores aumentar su difusión. Ya en 1967, Come Out de Steve Reich e In C de Terry Riley fueron grabadas por Columbia Records, en un álbum que reunía una veintena de obras contemporáneas. El álbum fue criticado en la prensa musical, así como en la revista Time. It's Gonna Rain y Violin Phase de Reich en 1969, y The Church of Anthrax de Terry Riley en 1970, se grabaron, siempre en Columbia. En 1971, Philip Glass creó su propia compañía discográfica, Chatham Square Productions, con la que lanzó Music with Changing Parts, Music in Fifths, Music in Similar Motion. Las grabaciones también fueron producidas por un sello francés, Shandar. También fue en Francia donde llegó un verdadero reconocimiento de los minimalistas. En 1974, Michel Guy, entonces secretario de Estado de Cultura, encargó Einstein on the Beach a Philip Glass. El estreno y gira de la obra en Europa en 1976 fue un éxito, al igual que las representaciones en Nueva York el mismo año.
El reconocimiento discográfico vino de Alemania, con la grabación en 1974 en el prestigioso sello de música clásica Deutsche Grammophon de Drumming, Six Pianos, Music for Mallet Instruments, Voices, and Organ de Steve Reich. En 1978, fue la grabación de Music for 18 Musicians, lo que realmente hizo que la música de Steve Reich fuera conocida internacionalmente y entre una amplia audiencia. Fue el sello alemán Edition of Contemporary Music, dedicado al jazz y a la música improvisada, el que produjo el disco, y que permitió a un público mucho mayor que el de las vanguardias descubrir la música minimalista. Por el contrario, la falta de compromiso de La Monte Young con las discográficas o las salas de espectáculos, hizo que su producción discográfica fuese rara y, de hecho, su trabajo es menos difundido y conocido.
Fue a partir de los años 1980 y 1990 cuando la televisión y el cine copiaron y difundieron masivamente la música minimalista. Los compositores de música para películas y de anuncios comerciales de televisión copiaron particularmente gimmicks de Philip Glass. También se imitó a Steve Reich y Meredith Monk. Una cierta renovación del movimiento minimalista estadounidense parece estar emergiendo con una nueva generación de compositores como Nico Muhly, que trabajó notablemente con Philip Glass o Dustin O'Halloran, pero también en Europa con, por ejemplo, el francés Sylvain Chauveau, el alemán Max Richter o el luxemburgués Francesco Tristano, que a veces se clasifican en un movimiento conocido como «post-minimalista».

### Crítica y análisis
Se han expresado críticas extremadamente fuertes hacia el minimalismo, principalmente de compositores o musicólogos cercanos a las vanguardias, o de filósofos. El compositor estadounidense Elliott Carter ha expresado reiteradamente su fuerte rechazo al minimalismo y, más en general, a la repetición en la música, considerada la muerte del compositor. En particular, establece una analogía con la publicidad, no solicitada, intrusiva y repetida hasta las náuseas. Incluso se ha utilizado explícitamente el calificativo de fascista, al igual que la comparación del uso de la repetición como método de lavado de cerebro con la práctica de la publicidad o los discursos de Hitler.
Una crítica frecuente es acusar a la música minimalista de superficialidad o incluso de antiintelectualismo. Se considera que «no lleva a ninguna parte», que niega el lenguaje musical y que es solo un «tapiz sonoro». Es especialmente la música de Philip Glass la que concentra las críticos que a veces la califican de «mentira» o de «regresión». Los calificativos de «monótono» o «aburrido» aparecen a menudo en las críticas a La Monte Young y Terry Riley. Los críticos están muy divididos y generalmente se plantean como «a favor» o «en contra». En Francia, las primeras reacciones a las obras de John Adams no fueron muy favorables. En 1990, la revista Télérama escribió sobre Nixon in China:

es el grado cero de la música. Una especie de producto típicamente estadounidense, como la Coca-Cola, Disneyland y el nuevo orden Internacional
c'est le degré zéro de la musique. Une sorte de produit typiquement américain, comme le Coca-Cola, Disneyland, et le nouvel ordre international.
Renaud Machart, John Adams

La crítica del minimalismo a veces se confunde con la del posmodernismo. El compositor vanguardista Brian Ferneyhough rechaza la posmodernidad y critica en particular a John Adams, del que denuncia una ausencia de ética ligada a la no consideración de la cultura musical.
Para algunos musicólogos, sin embargo, el minimalismo encaja perfectamente en la modernidad. Además de las influencias ciertas del serialismo, en particular de Schönberg y Webern, sobre La Monte Young y Terry Riley, que condujeron directamente a las primeras obras del minimalismo, como Trio for Strings (1958), la aplicación de procesos rigurosos de generación musical, como los desarrollados por Reich y Glass, se pueden comparar con las limitaciones del serialismo integral o de los procesos aleatorios de John Cage. En particular, la aceptación de los resultados proporcionados por el proceso de phasing (aunque sea determinista, el proceso escapa parcialmente al compositor) se puede comparar directamente con la aceptación de los productos musicales generados por el azar en Cage.
Para el musicólogo Keith Potter, otro argumento a favor de la modernidad del minimalismo es la «desfamiliarización», término propuesto por el teórico formalista Victor Chklovski para significar la pérdida de impacto de los elementos corrientes, disminuidos en su significado por el hábito. Según Chklovski, el objetivo del arte es devolver ese significado a las cosas a las que uno se habría acostumbrado demasiado. Potter subraya que ese redescubrimiento de los elementos familiares ya lo habían hecho Cage y los serialistas, pero que los minimalistas lo realizaron de manera muy diferente. Más que de lo inaudito, parten de un material musical extremadamente simple y familiar para estudiarlo en profundidad gracias a una utilización intensiva de la repetición. El primer parámetro así estudiado es el ritmo, el enfoque sistemático produciendo piezas cercanas al estudio, y confiriendo a estas primeras piezas un verdadero carácter de música experimental. Esta exploración se extiende posteriormente a otros parámetros (alturas, armonía). Keith Potter dice:

El minimalismo fuerza a los oyentes a reinterpretar lo familiar, no solo a través de sus propias percepciones y sensaciones, sino también por las energías generadas por los mismos principios (pulsación regular, y la sensación de encaminarse hacia una meta), que han sostenido la aproximación de la música tonal occidental durante los últimos siglos.
le minimalisme force les auditeurs à réinterpréter le familier, non seulement à travers leurs propres perceptions et sensations, mais aussi par les énergies générées par les mêmes principes (pulsation régulière, et la sensation de se diriger vers un but), qui ont sous-tendu l'approche de la musique tonale occidentale durant les siècles derniers.
Keith Potter

## Obras esenciales
- 1958: Trio for Strings, de La Monte Young, la primera obra minimalista compuesta íntegramente por notas sostenidas;
- 1964: In C, de Terry Riley, la primera pieza fundadora de la música llamada repetitiva;
- 1964 a hoy: The Well-Tuned Piano, de La Monte Young, obra monumental sobre una escala natural;
- 1965: It's Gonna Rain de Steve Reich, la primera obra que utiliza un decalage de fase;
- 1967: Piano Phase, de Reich, la pieza seminal del estilo minimalista que se afirma como tal;
- 1971: Drumming, de Reich, por la investigación estilística sobre percusión minimalista;
- 1971: Music in Twelve Parts, de Philip Glass, como cumbre de su trabajo sobre el minimalismo desde 1967;
- 1976: Für Alina, de Arvo Pärt, quien creara el estilo tintinnabulum asociado con la música minimalista;
- 1976: Einstein on the Beach, de Glass, la primera ópera minimalista;
- 1976: Music for 18 Musicians, de Reich, probablemente la pieza minimalista de mayor éxito;
- 1977: Guitar Trio, de Rhys Chatham, combina música minimalista y punk rock;
- 1978: Shaker Loops, de John Adams, la primera gran composición de John Adams, todavía marcada por el minimalismo;
- 1987: Concerto pour violon et orchestre, de Glass.